# Олешківська Січ
46°37′51″ пн. ш. 32°45′31″ сх. д. / 46.63083° пн. ш. 32.75861° сх. д.

Оле́шківська Січ — територіально-військова організація запорозьких козаків України у пониззі на лівому березі Дніпра на території володінь Кримського ханства. Землі під Січ були надані ханом Девлет-Гіреєм II на прохання кошового отамана Костя Гордієнка.
Заснована у 1711 році після зруйнування царським військом у 1709 році Старої Чортомлицької Січі. Олешківська Січ проіснувала до 1728 р.
Фортеця Січ розташувалася в урочищі Олешки, навпроти сучасного міста Херсона. Спершу територія Олешківської Січі була незначною, з 1712 року, після поразки Московського царства у війні з Османською імперією, запорозькі володіння поширилися на північ до річок Орель та Самара. З цієї Січі козаки на певний час переселялися на місце колишньої Кам'янської Січі, але повернулися назад.
Січ являла собою правильний чотирикутник з ровами й валами заввишки 1,5 метри, з редутами по кутах та брамою з північного боку. У центрі розташовувалися курені-напівземлянки (вони досліджувалися археологами у 1990—2003 роках). На захід від коша стояла церква Покрови Пресвятої Богородиці, зроблена з очерету, біля якої був цвинтар і криниця, де ніколи не замерзала вода.
У травні 1728 року в Олешківській Січі виникло повстання. Козаки скинули кошового отамана Антона Лапінського й рушили вверх по Дніпру. Якось після чергового походу вони знайшли Січ зруйнованою запорожцями «Самарської Січі». Суворо помстившись їм, козацьке товариство вирішило не відновлювати фортецю і повернулося на Кам'янську Січ.

## Історія

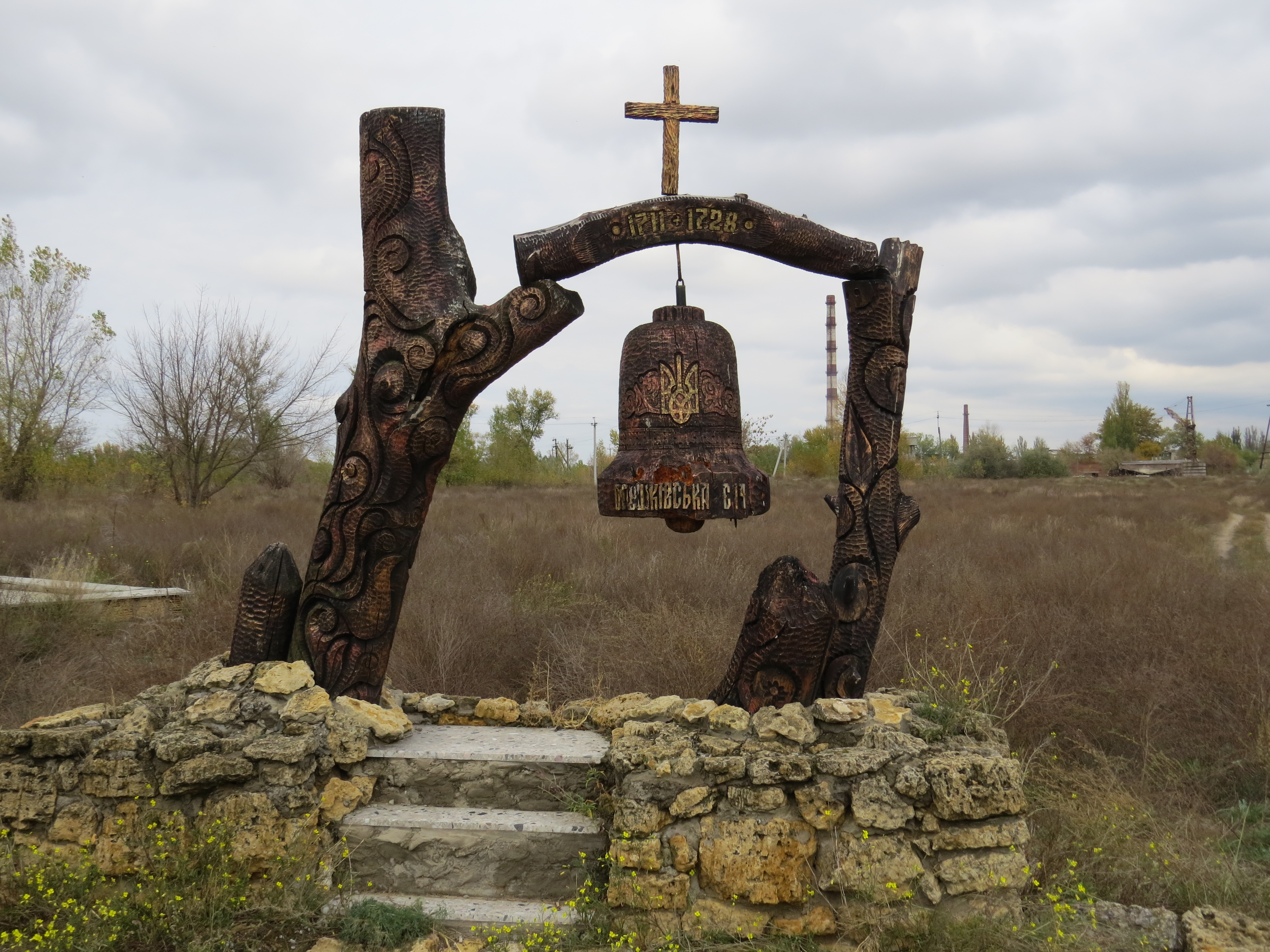
Пам'ятники на місці Олешківської Січі

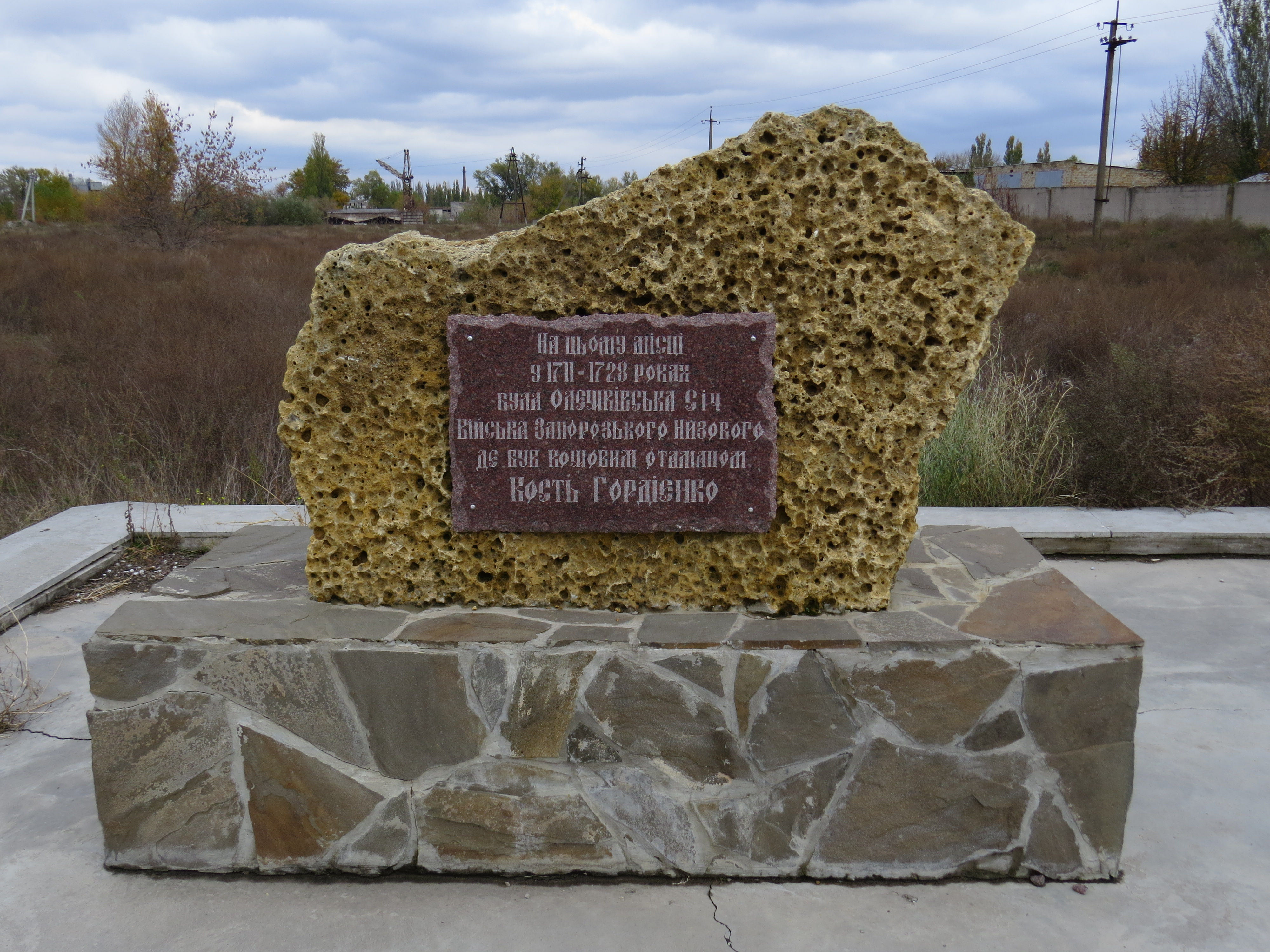
Пам'ятний камінь на честь Костя Гордієнка

Олешківська Січ була заснована в Таврійській губернії, Дніпровському повіті, майже навпроти губернського міста Херсона, котрий стоїть на правому березі Дніпра. Олешки — дуже давнє місто: воно було відоме ще арабському географу аль-Ідрісі (XII ст.) під назвою Алеска та італійським поселенцям на берегах Чорного моря й Дніпра (XIII—XIV ст.) під назвою Ереске. Професор Брун небезпідставно доводить, що розташування нинішнього міста Олешки відповідає давній Гілеї, про яку оповідає батько історії Геродот, а історик Забєлін виводить корінь слова Олешки від слова «ольха» або «єлоха», котрим у давній топографічній мові позначали болото, водяне, заплавне місце, вкрите кущами й дрібноліссям. Виникши на місці чи поблизу грецької колонії Александрії, Олешки стали відомими вже з другої половини XI століття під назвою Олешшя, служачи проміжним пунктом у торгівлі між Києвом і Царгородом: «Въ се же лѣто, 1084, Давидъ захватилъ грековъ въ Олешьѣ… Во время наставшаго голода пошли возы къ сплаву, божіею же милостію люди пришли изъ Олешья, пріѣхали на Днѣпръ и набрали рыбы и вина». Але згодом, з XIII століття, з часу нашестя татар на Русь і їх оселення на півдні, Олешшя наче зовсім зникає і з'являється аж у XVIII столітті під назвою Олешки. В той час Олешки належали кримському ханові, а через його васальну залежність від Османської імперії й османському султанові. Сюди й пішли запорізькі козаки після зруйнування московськими військами їх Січі на Кам'янці.
Перебування запорізької Січі в Олешках засвідчує історик XVIII століття князь Семен Мишецький, і опис земель 1774 року після Кючук-Кайнарджійського миру Російської імперії з Османською імперією за імператриці Катерини II: 
| «Перебуваючи під кримчаками, запорізькі козаки жили у двох своїх Січах, а саме в Кам'янці і в Олешках». «Алешки, место прежде бывшей запорожской Сечи, когда за татарами запорожцы жили, лежит по берегу речки Конской; тут в нынешнюю войну содержан был обнесеными ретраншементом магазин, да и для зимнего пребывания войск в 1773 году довольное число около ево землянок выстроено, где два полка без нужды помещены были, и ими Кинбурн в блокаде обдержан был». |

### Обмеження стосунків з Гетьманщиною
Осівши в Олешківській Січі, запорозькі козаки мусили на якийсь час зовсім припинити стосунки з Гетьманщиною. Ще 17 липня 1709 року гетьман Іван Скоропадський, пропонуючи цареві Петру різні «просительные пункты», писав щодо запорізьких козаків: 
| «Любо то запорожци проклятые, через явную свою измену и противность утратили Сечь, однак понеже весь малороссийский народ оттоль рыбами и солью питался и на всяком зверу имел добычь, абы и теперь, по ускромлению помененых проклятых запорожцов, милостивым вашего царскаго величества указом вольный туда с Украйны был путь для помянутой добычи и яко от господина воєводы каменнозатонскаго, так и от людей, в кгварнезоне том будучим таковым промышленникам жадная не чинилась обида и препятствие.» |
Але Петро, бажаючи заборонити будь-які зносини українців із запорожцями, так відповів на це прохання гетьмана:

| «Сие позволение малороссийскому народу, по милости царскаго величества, дается и о том совершенное определеніе, как тому порядочным образом учинится, учинено будет вскоре, а пока то состоится, ныне того позволить невозможно, ибо опасно, чтобы под таким предлогом бунтовщики запорожцы в тех местах паки не возгнездились и собирания бунтовския не учинили». |
1712 року, вже після того як Петро, через війну з османами, знову намагався перетягти на свій бік запорожців і отримав від них відмову, після невдалого для нього Прутського походу, видав ще суворішу постанову про недопущення запорізьких козаків на Україну.
В цей час він наказав полтавському й переволочненському коменданту Скорнякову-Писарєву пильнувати, щоб «малоросіяни на Запоріжжя з товарами і ні з чим не їздили, а кримчаки запорожців із собою не возили; запорожців ні для чого не пропускати, окрім тих, які приходитимуть з повинною до царя».
Ту саму політику щодо запорожців успадкували і наступники Петра. 22 лютого 1725 року в інструкції азовському губернатору наказувалося: 
| «Объявлять тем, которые будут ездить в Крым, чтобы к запорожцам отнюдь не заезжали, и о том учинить заказ крепкий под жестоким наказанием и отнятием всего того, с чем кто туда дерзнет поехать; а из крымцев, которые в губернию приезжать будут, дать знать, чтобы они при себе изменников запорожцев и козаков не имели. Козаков изменников, запорожцев и прочих ни с товары, ни для каких дел в губернию Воронежскую и никуда в великороссийские города, також и из той губернии, ни откуда чрез ту губернию туда на Запорожье с товари, ни за добычею и ни с чем отнюдь не пропускать, чего на заставах приставленным приказать смотреть накрепко под опасением жестокаго штрафа; а которые запорожцы будут приходить с повинною или с другими какими письмами или словесными приказы, и таких задерживать, а о том писать к генералу Голицыну, також рапортовать и подлинные письма присылать в сенат, оставливая с оных у себя списки, а не описався в сенат, с ними, запорожцы, яко с изменниками, никакой письменной пересылки отнюдь не иметь и на их письма не ответствовать, также и той губернии обывательми смотреть, чтоб у них как с ними, так и с прочими пограничными подозрительных корреспонденций не было; а ежели будут происходить от турок и татар и изменников запорожцев тамошним обывателям какия обиды, а пойманы не будут, генералу-майору и губернатору о всяких случившихся делах в турецкую область к порубежным пашам и к крымскому хану писать; а ежели из них изменников запорожцев в землях императорскаго величества кто пойманы будут, и теми разыскивать, и что по розыску явится, о том писать в сенат, а о прочей корреспонденций с пограничннми поступать по указам из иностранной коллегии.» |
Сама колегія іноземних справ писала щодо цього всім російським і українським начальникам при кордоні, щоб вони в жодному разі не приймали тих запорожців, які прийдуть під протекцію імператора у великій кількості й зі зброєю: 
| «Защищение нигде им не давать и от границ оружием их отбивать; а под рукою словесно к ним приказом отзываться и обнадеживать их секретно, что при способном времени приняты они, запорожцы, будут.» |

### Перехід козацьких територій до Османської імперії
Від 12 липня 1711 року, з Прутського миру, а потім з 3 квітня 1712 року, після Константинопольського трактату, Московське царство формально відмовилася від Запоріжжя й визнала його улусом османів, а запорожців — райями Порти, підлеглими ханським сераскирам. «Его царское величество весьма руку свою отнимает от козаков с древними их рубежами, которые обретаются по сю сторону Днепра и от сих мест и земель, и фортец, и местечек, и от полуострова Сечи, который сообщен на сей стороне вышеупомянутой реки». За Прутським миром цар, зокрема, віддав османам усі землі колишнього Запоріжжя по річку Оріль і зобов'язався знести свої фортеці в Самарі, Кодаку й Кам'яному Затоні. Таким чином, цей мир, нещасливий для Московського царства, приніс щастя запорізьким козакам: після нього запорожці de jure знову стали володарями того, що вони втратили після зруйнування Чортомлицької Січі й поразки під Полтавою, тобто всіх своїх земель від Нового Кодака до фортеці св. Анни. Перейшовши під владу кримського хана й османського султана, запорізькі козаки залишились вірними своїй релігії і своїм законам, хоча й терпіли початково велику нестачу руського православного духовенства: спішно тікаючи з Чортомлицької Січі, вони ледве встигли забрати з собою частину військового скарбу й церковного начиння; тому духовенство прийшло до них дещо пізніше від заснування Січі, почасти з польської України, почасти з Афін, а переважно з Єрусалима й Константинополя. Так, до 1728 року в олешківських запорожців настоятелем усього військового духовенства був архімандрит Гавриїл, грек родом, і лише з 1728 року з'явився руський священик Дідушинський. У самій службі і в молитвах запорожці також не робили ніяких змін: на єктеніях і виходах у них по-старому згадували московських царів, синод і синкліт, і молилися за їхнє здоров'я і благополуччя. Спочатку життя запорізьких козаків під кримським ханом було дуже вільним: запорожці користувалися різними земельними угіддями, нічого не платили у ханську скарбницю, навпаки, самі отримували від хана милостиву платню. Та з плином часу це становище змінилося: взамін платні запорізьким козакам дозволили брати сіль із кримських озер, початково з певними послабленнями супроти встановлених у Криму правил, з меншим митом, ніж те, яке татари звичайно побирали з малоросійських козаків та інших українських промисловців. Потім татари, довідавшись, що запорожці, під приводом вивозу солі для себе, брали її для українців і продавали з великим зиском, позбавили їх і цього дарованого їм привілею.
Крім того, за протекцію кримського хана запорізькі козаки повинні були ходити в походи в кількості 2000 і більше чоловік на допомогу татарам, на чолі з кошовим отаманом, за першим закликом хана; але хани намагалися відіслати козаків якомога далі. Одного разу, наприклад, запорожці ходили в похід на черкесів і дійшли до Сулака; цей похід вони вважали тяжким для себе й дуже збитковим. За ту саму ханську протекцію запорожці не раз мусили ходити до Перекопу і працювати на будівництві Перекопської лінії по 300 й більше чоловік, до того ж працювати завжди безкоштовно. Остання обставина найбільше не подобалася козакам, котрі мали особливе уявлення про «лицарську» честь.

### Конфлікти з Кримським ханством
Чим довше перебували запорожці під владою кримського хана, тим більше накопичувалось у них взаємного невдоволення і приводів для сварок з татарами. З безлічі невдоволень головними були такі. Запорожцям якнайсуворіше заборонили тримати в Січі гармати. З огляду на цю постанову всі гармати, які в них лишилися, татари відібрали, й коли якось запорізькі рибалки після повені побачили на лівому березі Дніпра (в урочищі Карай-Тебен) одну невелику гармату і сповістили про це кошового отамана, а той знайшов у тому самому місці ще 50 штук, то суворо наказав тримати їх таємно в одному зимівнику, остерігаючись, щоб татари не відібрали їх у козаків. Запорожцям заборонялося будувати будь-які укріплення як у самій Січі, так і в інших місцях; зноситися з Росією та їздити в російські міста, торгувати в Криму і в Очакові; дозволялося лише купувати у визначених місцях товари й відвозити їх не далі Січі. В тій же Січі право торгувати надавалося кримчакам, очаківцям, грекам, євреям, вірменам. Крім того, запорожців обкладали різними данинами, коли до них приїжджали для огляду війська, їх громадського ладу чи якоїсь іншої справи кримські хани, мурзи з численним почтом і слугами; в цей час запорожці мусили всіляко вшановувати їх і, скільки б вони в них не були, годувати як їх самих, так і їхній почет і коней, а при від'їзді, крім того, робити їм різні коштовні подарунки.
Та поза всім цим життя запорізьких козаків під владою кримських ханів було «зело трудное» ще і з багатьох інших причин. По-перше, кримський хан відібрав у запорізьких козаків і віддав ногаям увесь низ Дніпра, від Великого лиману вгору аж до порогів «з усіма тамтешніми степовими угіддями й пожитками».
По-друге, хан «допускал великую на запорожцев драчу» як на охоронців татарського кордону, коли з відома чи без нього хтось із кримських невільників утікав у християнські землі, або якщо у татар пропадали табуни коней, череди волів, овець чи якесь майно, або хтось із самих господарів-татар. Якщо при цьому козакам доводили крадіжку худоби чи вбивство господарів, то за худобу татари брали великі гроші, а за людей брали людей; у випадку неспроможності винних штраф стягали з усього куреня, а в разі відмови куреня винних забирали живцем. І лише в рідкісних випадках, при взаємних сварках і загарбанні, дозволяли обмін худобою і людьми. По-третє, хан дозволяв ляхам страчувати запорожців, навіть у тих випадках, коли ті лише захищалися від ляхів, які нападали, захоплювали й навіть вішали їх, як це було у Брацлаві та інших містах. За цим правилом одного разу за скаргою ляхів на запорожців з останніх стягнули 24 000 карбованців на користь буцімто потерпілих. По-четверте, при взаємній боротьбі ханів Адиль-Гірея і Менглі-Гірея, коли запорожці всупереч волі були «затягнуті» першим проти другого й коли другий «розігнав» військо першого, тоді ні в чому не винних запорожців хан Менглі-Гірей звинуватив у віроломстві й 1500 їх продали на османські каторги. По-п'яте, хан, не зважаючи на прохання усього Коша, не хотів звільнити кількадесят запорізьких козаків, незаконно захоплених азовськими татарами під час полювання на річці Кальміусі. По-шосте, хан відібрав у запорожців фортецю Кодак, її мешканців розігнав, фортецю зруйнував, а місто віддав полякам у повне володіння. Нарешті, по-сьоме, хан заборонив запорожцям будувати постійну церкву в Олешківській Січі й під кінець почав обмежувати їх у сповіданні православної віри. Отож не дивно, що вже тоді запорожці, пишучи кримському ханові, казали, що вони «превеликую нужду от ногайских татар иміли».

### Переселення до Нової Січі
З Олешок запорізькі козаки повторно переселялися на місце колишньої Кам'янська Січ (при впадінні річки Кам'янки в гілку Дніпра Козацьке Річище). Це, за поясненням історика Мишецького та свідка осавула Щербини, сталося так. Якось у 1728 р. запорізькі козаки під проводом власного кошового та кримського хана ходили в похід «во множественном числе» на черкесів під Сулак; у цей час певна частина запорожців, що жила на ріці Самарі й постійно була невдоволена своїм підлеглим щодо січовиків становищем, зібравшись у значній кількості й озброївшись легкою зброєю, кинулась на Олешківську Січ, багато людей перебила й перевішала, а саму Січ розгромила і зруйнувала. Січові козаки, повернувшися з походу й побачивши розорену Січ, зібрали всі свої сили, вдарили на річку Самару, вирубали там «Самарську Січ», винищили багато мешканців, захопили велику здобич і відіслали її на Дунай, а самі, покинувши зруйновану Січ у Олешках, повернулися на давню Кам'янську Січ.

### Олешківська Січ після переселення козаків
У наш час в Олешках від перебування запорозьких козаків збереглося дуже мало, щоб не сказати нічого з речових пам'яток. Більшість мешканців Олешок навіть не знає про те, що на місці їхнього містечка колись була Запорозька Січ. У місцевій церкві не збереглося жодних пам'яток старовини; нічого не залишилося й від самої Олешківської Січі: її місце можна встановити лише зі слів старожилів. За розповідями Феоктиста Горбатенка, Василя Киріяша, Афанасія Плохого і Данила Бурлаченка Олешківська Січ була цілою до того часу, коли, за розпорядженням уряду, з огляду на небезпеку для міста бути занесеним піщаними кучугурами, вона разом із міськими околицями була заорана й засаджена лозою й червоною шелюгою. Це було 1845 року. Наскільки пам'ятають згадані діди, Січ розташовувалася навпроти впадіння річки Лазнюка в Конку, гілку Дніпра, й мала лише дві десятини землі. Це був правильний чотирикутник з ровами й валами заввишки до двох аршинів, з редутами по кутах і з воротами завширшки у два сажні з північного боку. На всю довжину Січі була рівна й гладенька, мов виметена віником, площа завширшки до 40 сажнів. Коли діди були ще хлопчаками, вони знаходили на місці Січі різні дрібні монети — копійки, пари, леви, а разом з ними й різну зброю, переважно чотиригранні списи.
«Оце, бувало, як задме великий вітер та на Січі підніме пісок, ми й кричимо один одному через тин: „А ходімо, Василю, чи там Даниле, на городок копійки збирати“. Та й біжимо туди». Крім грошей та зброї, знаходили й інші речі — срібні хрестики, воскові свічки у трунах, шматки смоли, кільця дроту, свинцеві кулі, різний череп'яний посуд, зокрема глечики або «кумани». «Багато чого доводилось бачити на тій Січі: якось наткнулися ми аж на п'ятнадцять трун, і труни ті зовсім не схожі на наші, вони були наче човни з обрізаними носами, Доводилось бачити й людські голови: вони як гарбузи валялись. А покійники лежали так, як і у нас кладуть». Скільки пам'ятають діди, Січ з давніх часів у літній час була вкрита травою, тому хлопчаки гнали на неї телят пастися; але згодом її мало-помалу стало заносити піском із сусідніх кучугур. 1845 року була «драна» зима: снігу майже не було, зате шалені вітри майже всю землю «обідрали». Здійметься, бувало, вітер і почне рвати землю: рве-рве, сипле-сипле піском та досиплеться до того, що й із міста вийти нікуди — навколо кучугури піску, мов гори намуровані. Тоді вийшов наказ розорати околиці міста Олешок, в тому числі й місце колишньої Січі, й засадити їх червоним шелюгом, коріння якого має властивість зміцнювати сипкий ґрунт: оскільки ж поблизу Олешок на той час ніде не було шелюгу, його довелося возити з віддаленого від міста села Вознесенки. За розповідями тих же дідів, в гирлі річки Лазнюка у запорожців була пристань, а на березі річки Чайки, на місці нинішньої пароплавної пристані, стояла церква, зроблена з очерету, поблизу церкви був цвинтар та викопана криниця, в якій ніколи не замерзала вода. За 250 сажнів на схід від колишньої Січі й за 0.5 версти вище нинішнього міста Олешок є невелике земляне укріплення, що складається з довгих, наполовину засипаних піском ровів із високими валами у формі бастіону з тупими кутами, оберненого воротами на південь і пристосованого до місцевості. Було б помилково приписувати спорудження цього укріплення запорізьким козакам, адже запорізький історик першої половини XVII століття князь Мишецький категорично стверджує, що запорожцям у Олешківській Січі та в інших місцях зовсім не дозволялося будувати «фортифікаційні укріплення». Документальні джерела свідчать, що земляні укріплення поблизу Олешок влаштували російські війська під час війни з османами 1773—1774 рр.